# Edessena
Edessena là một chi bướm đêm thuộc họ Erebidae.